# Whitecleuchkæden
Whitecleuchkæden (engelsk Whitecleuch Chain) er en stor piktisk sølvkæde, der blev fundet i Whitecleuch, Lanarkshire, Skotland i 1869. Dette højstatus-objekt har sandsynligvis været båret som en collier-halskæde til cerimonielle formål. Den er dateret til mellem år 400-800.
Kæden er én blandt i alt ti af denne type, og den er udstillet på National Museum of Scotland, Edinburgh.